# Europäischer Verbund für territoriale Zusammenarbeit
Der Europäische Verbund für territoriale Zusammenarbeit (EVTZ), auch englisch European grouping of territorial cooperation (EGTC) genannt, ist eine juristische Person nach europäischen Gesellschaftsrecht. Die EVTZ wurde am 5. Juli 2006 mit der Verordnung (EG) 1082/2006 eingeführt. 2013 wurde deren Text durch die Verordnung (EU) 1302/2013 geändert, welche unter anderem die Einrichtung vereinfachen sollte.

„Ein EVTZ tritt als juristische Person in Erscheinung und hat zum Ziel, die grenzüberschreitende, transnationale oder interregionale Zusammenarbeit innerhalb der Europäischen Union (EU) zu fördern. Er ermöglicht regionalen und kommunalen Behörden (und auch nationalen Behörden in kleineren oder zentralisierten Ländern) sowie öffentlichen Unternehmen aus unterschiedlichen Mitgliedstaaten die Einrichtung von Verbünden mit eigener Rechtspersönlichkeit zur Lieferung gemeinsamer Leistungen.“

Die EU finanziert gezielt Projekte für die territoriale Zusammenarbeit, mit deren Durchführung ein EVTZ betreut wird. So hat beispielsweise Luc Van den Brande, der Präsident des Ausschusses der Regionen, im Dezember 2009 vorgeschlagen, die Zusammenarbeit mit den Ländern der Östlichen Partnerschaft durch die Nutzung des EVTZ zu vertiefen. Einem EVTZ-Projekt müssen Mitglieder aus dem Hoheitsgebiet von mindestens zwei EU-Mitgliedsstaaten angehören. Jedes potenzielle Mitglied muss bei dem betreffenden Mitgliedstaat die Genehmigung zur Teilnahme am EVTZ einholen. Verbindlich ist die Rechtsprechung des Mitgliedstaates, in dem der entsprechende EVTZ seinen Sitz hat.
Im April 2015 gründeten 13 lokale und regionale Körperschaften aus Deutschland, den Niederlanden und Italien in Mannheim die Interregional Alliance for the Rhine Alpine Corridor als ersten EVTZ mit Sitz in Deutschland.

## Beispiele
- Europaregion Tirol–Südtirol–Trentino
- Eucor
- Eurodistrikt PAMINA
- Euregio Maas-Rhein
- Eurodistrikt Strasbourg-Ortenau